# علي أحمد باكثير
هو علي بن أحمد بن محمد باكثير الكندي (21 ديسمبر 1910 - 10 نوفمبر 1969)، شاعر وكاتب مسرحي وروائي يمني مصري من أصل حضرمي، إندونيسي المولد، ألٌف العديد من المسرحيات الملحمية الشعرية والنثرية أشهرها ملحمة عمر بن الخطاب والروايات التاريخية أشهرها وا إسلاماه، والثائر الأحمر، ومترجم ترجم مسرحية روميو وجولييت. حصل على الكثير من الجوائز منها جائزة الدولة التقديرية الأولى مناصفة مع نجيب محفوظ.

## الولادة والنشأة
ولد في 15 ذي الحجة 1328 هـ الموافق 21 ديسمبر 1910م، في سورابايا بإندونيسيا لأبوين حضرميين من منطقة حضرموت. وحين بلغ العاشرة من عمره سافر به أبوه إلى حضرموت لينشأ هناك نشأة عربية إسلامية مع إخوته لأبيه فوصل مدينة سيئون بحضرموت في 15 رجب سنة 1338هـ الموافق 5 أبريل 1920م. وهناك تلقى تعليمه في مدرسة النهضة العلمية ودرس علوم العربية والشريعة على يد شيوخ أجلاء منهم عمه الشاعر اللغوي النحوي القاضي محمد بن محمد باكثير كما تلقى علوم الدين أيضا على يد الفقيه محمد بن هادي السقاف وكان من أقران علي باكثير حينها الفقيه واللغوي محمد بن عبد الله السقاف. ظهرت مواهب باكثير مبكراً فنظم الشعر وهو في الثالثة عشرة من عمره، وتولى التدريس في مدرسة النهضة العلمية وتولى إدراتها وهو دون العشرين من عمره.

## زواجه
تزوج باكثير مبكراً عام 1346 هـ ولكنه فجع بوفاة زوجته وهي في غضارة الشباب ونضارة الصبا فغادر حضرموت حوالي عام 1931م وتوجه إلى عدن ومنها إلى الصومال والحبشة واستقر زمناً في الحجاز، وفي الحجاز نظم مطولته نظام البردة كما كتب أول عمل مسرحيه شعري له وهو همام أو في بلاد الأحقاف وطبعهما في مصر أول قدومه إليها.

## سفره إلى مصر
وصل باكثير إلى مصر سنة 1352 هـ، الموافق 1934 م، والتحق بجامعة فؤاد الأول (جامعة القاهرة حالياً) حيث حصل على ليسانس الآداب قسم اللغة الأنجليزية عام 1359 هـ / 1939م، وقد ترجم عام 1936 م أثناء دراسته في الجامعة مسرحية (روميو وجولييت) لشكسبير بالشعر المرسل، وبعدها بعامين -أي عام 1938م - ألّف مسرحيته (أخناتون ونفرتيتي) بالشعر الحر ليكون بذلك رائد هذا النوع من النظم في الأدب العربي. التحق باكثير بعد تخرجه في الجامعة بمعهد التربية للمعلمين وحصل منه على الدبلوم عام 1940م وعمل مدرسا للغة الإنجليزية لمدة أربعة عشر عاما. سافر باكثير إلى فرنسا عام 1954م في بعثة دراسية حرة.
بعد انتهاء الدراسة فضّل الإقامة في مصر حيث أحب المجتمع المصري وتفاعل معه فتزوج من عائلة مصرية محافظة، وأصبحت صلته برجال الفكر والأدب وثيقة، من أمثال العقاد وتوفيق الحكيم والمازني ومحب الدين الخطيب ونجيب محفوظ وصالح جودت وغيرهم. وقد قال باكثير في مقابلة مع إذاعة عدن عام 1968 أنه يصنف كثاني كاتب مسرح عربي بعد توفيق الحكيم.
اشتغل باكثير بالتدريس خمسة عشر عاماً منها عشرة أعوام بالمنصورة ثم نُقل إلى القاهرة. وفي سنة 1955م انتقل للعمل في وزارة الثقافة والإرشاد القومي بمصلحة الفنون وقت إنشائها، ثم انتقل إلى قسم الرقابة على المصنفات الفنية وظلَّ يعمل في وزارة الثقافة حتى وفاته.

## زواجه الثاني وحصوله على الجنسية المصرية
تزوج باكثير في مصر عام 1943م من سيدة مصرية لها ابنة من زوج سابق، وقد تربّت الإبنة في كنف باكثير الذي لم يرزق بأطفال. وحصل باكثير على الجنسية المصرية بموجب مرسوم ملكي في عام 1371 هـ / 22 أغسطس 1951 م.

## ملحمة عمر وغزو نابليون لمصر
حصل باكثير على منحة تفرغ لمدة عامين (1961-1963) حيث أنجز الملحمة الإسلامية الكبرى عن الخليفة الراشد عمر بن الخطاب في 19 جزءاً، وتعد ثاني أطول عمل مسرحي عالمياً، وكان باكثير أول أديب يمنح هذا التفرغ في مصر. كما حصل على منحة تفرغ أخرى أنجز خلالها ثلاثية مسرحية عن غزو نابليون لمصر (الدودة والثعبان، أحلام نابليون، مأساة زينب) طبعت الأولى في حياته والأخريين بعد وفاته.

## إجادته لعدة لغات
كان باكثير يجيد من اللغات الإنجليزية والفرنسية والملايوية بالإضافة إلى لغته الأم العربية.

## إنتاجه الأدبي
تنوع إنتاج باكثير الأدبي بين الرواية والمسرحية الشعرية والنثرية، ومن أشهر أعماله الروائية وا إسلاماه و(الثائر الأحمر) ومن أشهر أعماله المسرحية (سر الحاكم بأمر الله) و(سر شهر زاد) التي ترجمت إلى الفرنسية و (مأساة أوديب) التي ترجمت إلى الإنجليزية.
كما كتب باكثير العديد من المسرحيات السياسية والتاريخية ذات الفصل الواحد وكان ينشرها في الصحف والمجلات السائدة آنذاك، وقد أصدر منها في حياته ثلاث مجموعات وما زالت البقية لم تنشر في كتاب حتى الآن.
أما شعره فلم ينشر باكثير أي ديوان في حياته وتوفي وشعره إما مخطوط وإما متناثر في الصحف والمجلات التي كان ينشره فيها. وقد أصدر الدكتور محمد أبو بكر حميد عام 1987 ديوان باكثير الأول (أزهار الربى في أشعار الصبا) ويحوي القصائد التي نظمها باكثير في حضرموت قبل رحيله عنها ثم صدر مؤخراً (2008) ديوان باكثير الثاني (سحر عدن وفخر اليمن) صدر عن مكتبة كنوز المعرفة بجدة يضم شعر باكثير سنة 1932 - 1933 وهي السنة التي أمضاها في عدن بعد مغادرته حضرموت ويعد حالياً ديوان باكثير الثالث (صبا نجد وأنفاس الحجاز) الذي نظمه سنة 1934 في السنة التي أمضاها في المملكة العربية السعودية قبيل هجرته النهائية إلى مصر.

## أسفاره وزياراته للعديد من دول العالم
زار باكثير العديد من الدول مثل فرنسا وبريطانيا والاتحاد السوفيتي ورومانيا، بالإضافة إلى العديد من الدول العربية مثل سوريا ولبنان والكويت التي طبع فيها ملحمة عمر. كذلك زار تركيا حيث كان ينوي كتابة ملحمة مسرحية عن فتح القسطنطينية ولكن المنية عاجلته قبل أن يشرع في كتابتها. وفي المحرم من عام 1388 هـ الموافق أبريل 1968م زار باكثير حضرموت قبل عام من وفاته.

## وفاته
توفي باكثير في مصر في غرة رمضان عام 1389 هـ الموافق 10 نوفمبر 1969 م، إثر أزمة قلبية حادة ودفن بمدافن الإمام الشافعي في مقبرة عائلة زوجته المصرية.

## آثاره وإنجازاته
شارك في كثير من المؤتمرات الأدبية والثقافية واختير عضوًا في لجنة الشعر والقصة بالمجلس الأعلى لرعاية الفنون والآداب، كما كان عضوًا في نادي القصة وحصل على منحة تفرغ لتأليف ملحمة تاريخية عن عمر بن الخطاب.
ترك لنا إنتاجًا أدبيًا وفيرًا حيث ألّف أكثر من ستين قصة ورواية، بين مسرحية شعرية ونثرية تناولت التراجيديا، والكوميديا.
حصل باكثير على الكثير من الجوائز وقد شارك نجيب محفوظ جائزة الدولة التقديرية الأولى مناصفة، وكان الموسم المسرحي في مصر يفتتح سنوياً بمسرحيته مسمار جحا التي تنبأ فيها باحتلال فلسطين، كان رائداً عبقرياً فذاً. مثلت رائعته واإسلاماه في فيلم سينمائي شهير كان بطله المصري أحمد مظهر.

## أهم مسرحياته
- السلسلة والغفران التي نالت جائزة وزارة المعارف لسنة 1949.
- مسرح السياسة.
- ليلة النهر.
- التوراة الضائعة.
- إمبراطورية في المزاد.
- عودة الفردوس.
- مأساة زينب.
- سر الحاكم بأمر الله.
- هكذا لقى الله عمر.
- من فوق سبع سماوات.
- إله إسرائيل.
- هاروت وماروت.
- سر شهرزاد.
- قطط وفيران.
- الدنيا فوضى.
- مسمار جحا.
- أبو دلامة.
- جلفدان هانم.
- قصر الهودج.
- مأساة أوديب.
- فاوست الجديد.
- الوطن الأكبر.
- دار ابن لقمان.
- إبراهيم باشا.
- حرب البسوس.
- ملحمة عمر.
- الشيماء شادية الإسلام.
- الشاعر والربيع.
- همام في بلاد الأحقاف.
- روميو وجولييت.
- إخناتون ونفرتيتي.
- عاشق من حضرموت.
- الدوده والثعبان.
- الفرعون الموعود.
- الفلاح الفصيح.
- أوزيريس.
- حازم.
- حبل الغسيل.
- شيلوك الجديد.

## أهم رواياته
- الثائر الأحمر.
- سلامة القس.
- سيرة شجاع.
- واإسلاماه.
- الفارس الجميل
- ليلة النهر
- عودة المشتاق
- الشيماء

## أعمال أخرى
- ديوان على أحمد باكثير: أزهار الربى في أشعار الصبى
- محاضرات في فن المسرحية من خلال تجاربي الشخصية
- نظام البردة أو ذكرى محمد صلى الله عليه وسلم
- القوة الثالثة نسخة محفوظة 25 يناير 2009 على موقع واي باك مشين.
- يا ليل يا عين نسخة محفوظة 16 مارس 2022 على موقع واي باك مشين.